# Letheobia caeca
Letheobia caeca — вид змій родини сліпунів (Typhlopidae). Мешкає в Центральній Африці.

## Поширення і екологія
Letheobia caeca мешкають в Габоні, південно-західному Камеруні, Демократичній Республіці Конго і Республіці Конго. Вони живуть в первинних вологих тропічних лісах, на висоті до 1300 м над рівнем моря.